# Machaerotypus mali
Machaerotypus mali är en insektsart som beskrevs av Chou och Yuan 1981. Machaerotypus mali ingår i släktet Machaerotypus och familjen hornstritar. Inga underarter finns listade i Catalogue of Life.